# Rozbicie dzielnicowe (Tybet)
Rozbicie dzielnicowe w Tybecie – czterechsetletni okres w historii państwa tybetańskiego, który rozpoczął się wraz ze śmiercią ostatniego władcy imperium tybetańskiego Langdarmy (842), a zakończył pierwszym podbojem mongolskim (1247). Charakteryzował go zanik władzy centralnej i utrata przez Tybet znaczenia politycznego wieków poprzednich. Datowane na XI wiek odrodzenie buddyzmu, doprowadziło z kolei do odtworzenia życia monastycznego i zapoczątkowania udziału klasztorów w systemie sprawowania władzy.

## Rozpad imperium
Wraz ze śmiercią ostatniego władcy okresu imperialnego nastąpił rozłam w łonie dynastii. Langdarma nie pozostawił prawowitego następcy, a do schedy po nim rościły sobie pretensje matki dwóch jego małoletnich potomków, Jumtana i Osunga. Zgodnie z relacją chińskiego posła na dwór tybetański, Li Jinga, jeden z pretendentów (Jumtan) pojawił się dosyć niespodziewanie po śmierci króla, z matki która nie zdradzała wcześniej oznak „stanu błogosławionego”. Nie przeszkadzało to jednak frakcjom arystokratycznym, które utworzyły się natychmiast wokół domniemanych książąt, w podjęciu próby przejęcia rządów nad krajem. Co znamienne, w wyniku walk wewnętrznych nastąpiło osłabienie władzy centralnej i utrata kontroli nad regionami peryferyjnymi. Najdobitniejszą oznaką tego stanu rzeczy było zajęcie przez Chińczyków Wschodniego Turkiestanu (848).
Przedłużające się zatargi i walka o wpływy doprowadziły na początku X wieku do ogólnotybetańskiego powstania. Przywódcy klanowi, których dotychczasowa kooperacja stanowiła o sukcesie tybetańskiej państwowości, otwarcie wypowiedzieli posłuszeństwo dworowi w Lhasie. Ostatecznym ciosem dla dynastii było splądrowanie grobów królewskich i zaniechanie kultu władcy (Wylie btsanpo, canpo), a co za tym idzie desakralizacja pozycji monarchy. Państwo weszło w okres rozbicia, a niepodzielną rolę polityczną zaczęła odgrywać klanowa arystokracja.
Odtworzenie wzajemnych relacji poszczególnych państewek i ogólnej sytuacji politycznej w Tybecie wydaje się praktycznie niemożliwe. Cechą charakterystyczną tekstów źródłowych dotyczących tego okresu jest ich skupienie na kwestiach natury religijnej, pominięcie wydarzeń stricte politycznych było wynikiem faktu, iż większość annalistów stanowili mnisi. Nie bez znaczenia pozostaje również brak opracowań chińskich, związany z upadkiem dynastii Tang (początek X wieku).

## Odrodzenie buddyzmu

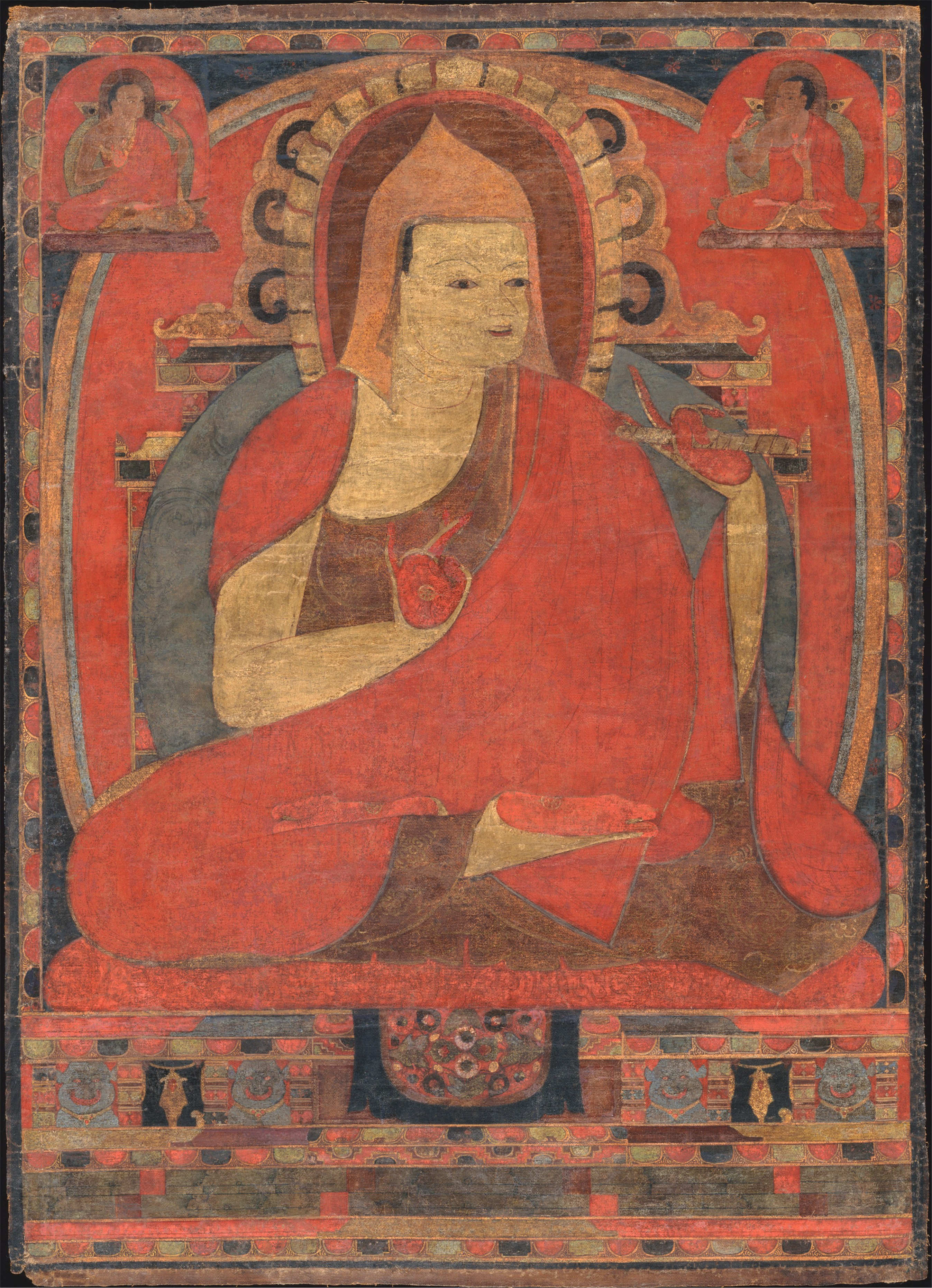
Atiśa. The Metropolitan Museum of Art, Nowy Jork

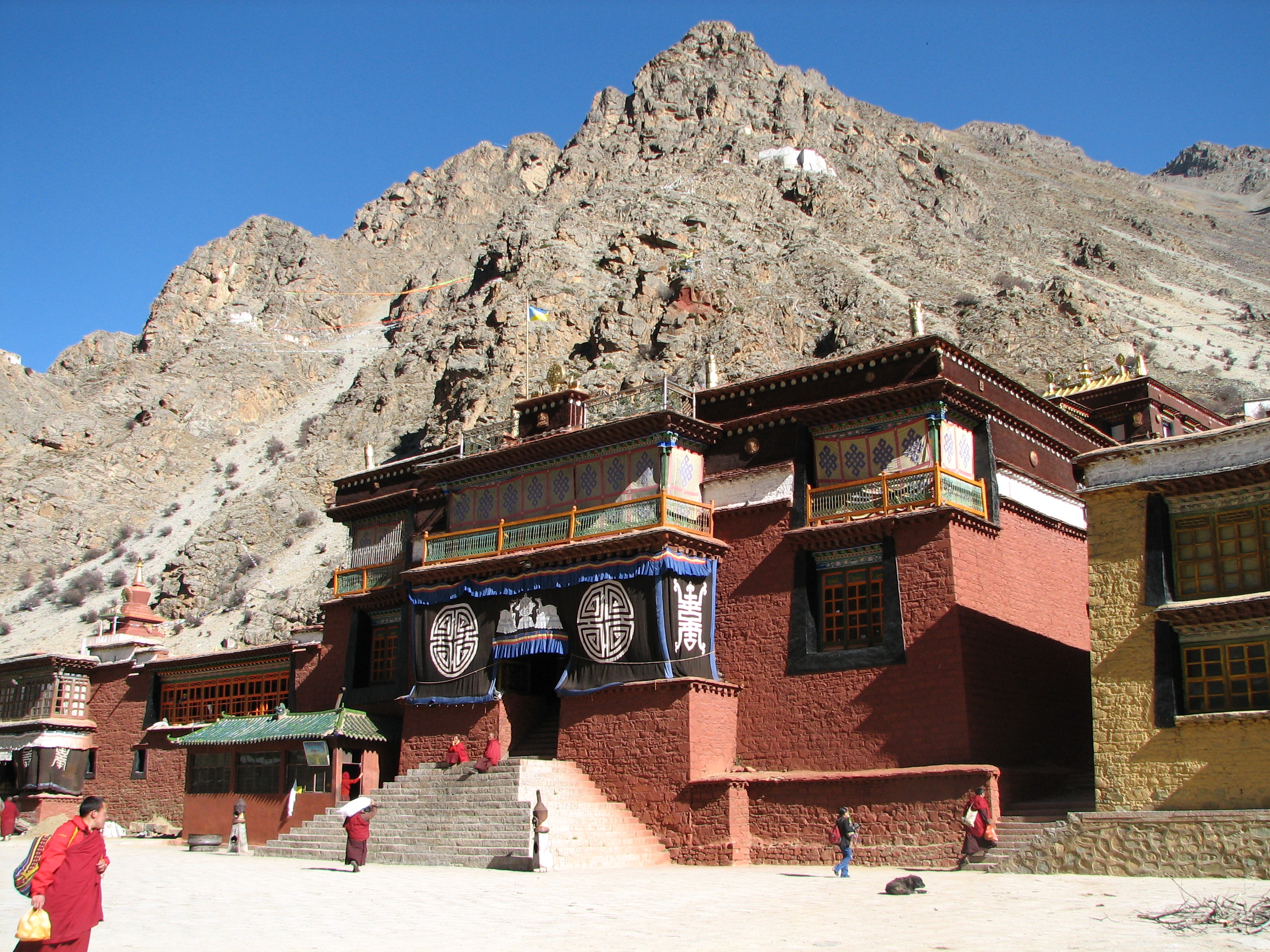
Tsurphu. Klasztor linii Karma Kagyu (1159)

Religia buddyjska wyrugowana z centralnego Tybetu za rządów ostatniego władcy imperium, przetrwała na obrzeżach. Współczesne badania wykazują jednak, że również w regionach centralnych pozostał silny sentyment rodzimej ludności do nauk Buddy. W wyniku zaniku życia monastycznego dharma przetrwała tutaj w formie zwulgaryzowanej, co ułatwiło buddyjskie odrodzenie w XI wieku. 
Renesans buddyjski w centralnym Tybecie datowany jest na rok 978, kiedy do Lhasy powrócili mnisi ze wschodniotybetańskiej prowincji Amdo. Jednak to z regionów zachodnich przyszło odrodzenie nie tylko w postaci faktycznego powrotu życia klasztornego, ale przede wszystkim odrodzenie moralne. Stało się to za sprawą indyjskiego mnicha i nauczyciela Atiszy, którego sprowadził do Tybetu jeden z potomków Langdarmy rządzący w zachodnim Tybecie. Kolejnym z wielkich, buddyjskich mistrzów był Marpa uczeń Gampopy, a nauczanie obu (Atiszy i Marpy) doprowadziło w okresie buddyjskiego renesansu do powstania wielkich tradycji, szkół-linii przekazu:
- ningma (Wylie Nying-ma-pa, starożytna tradycja) wywodząca się jeszcze od Padmasambhavy
- sakja (Wylie sa skya)
- kagju (Wylie bka’ brgyud pa), którą założył Milarepa uczeń Marpy
- kadam (Wylie bka' gdams pa), którą założył sam Atisza, jej tradycja kontynuowana jest dzisiaj przez szkołę gelug

Trwałe odrodzenie życia klasztornego byłoby jednak niemożliwe bez nadań i licznych przywilejów, jakich doświadczyli mnisi ze strony rodzimych książąt. To nagromadzenie dóbr, a w szczególności ziemi sprawiło, że klasztory stały się ważnymi ośrodkami życia ekonomicznego, a co za tym idzie również politycznego poszczególnych prowincji. Zbliżenie klasztorów i klanowej arystokracji skutkowało dynamicznym wzrostem znaczenia poszczególnych zgromadzeń w systemie sprawowania władzy.
W tej sytuacji, pod koniec okresu rozbicia, pojawił się po raz pierwszy lama, twierdzący że świadomie reinkarnuje się, jakim był karmapa Dysum Czienpa z linii Karma kagyu. Oprócz istotnych czynników natury doktrynalnej, integrujących mnichów wokół swoich mistrzów, ta forma sukcesji dawała również profity natury polityczno-ekonomicznej. Jak zauważył znany tybetolog Melvyn Goldstein, w świecie rywalizujących o patronów poszczególnych tradycji, pozwalała ona na utrzymanie raz zdobytych nadań w zasobach danej szkoły.